# Арнолд II фон Мандершайд-Бланкенхайм
Арнолд II фон Мандершайд-Бланкенхайм (на немски: Arnold II von Manderscheid-Blankenheim; * 12 юли 1546; † 18 септември 1614) е граф на Мандершайд–Бланкенхайм в Айфел.

## Произход и наследство
Той е най-малкият син на граф Арнолд I фон Мандершайд-Бланкенхайм (1500 – 1548) и съпругата му графиня Маргарета фон Вид (ок. 1505 – 1571), вдовица на граф Бернхард фон Бентхайм (1490 – 1528), дъщеря на граф Йохан III фон Вид (ок. 1485 – 1533) и съпругата му графиня Елизабет фон Насау-Диленбург (1488 – 1559). Майка му е сестра на Фридрих IV фон Вид († 1568), архиепископ и курфюрст на Кьолн (1562 – 1567).
Брат е на граф Херман (1535 – 1604), императорски съветник, Йохан (1538 – 1592), епископ на Страсбург (1569 – 1592), Еберхард (1542 – 1607), Отилия (1536 – 1597), омъжена на 14 юли 1561 г. за граф Райнхард II фон Лайнинген-Вестербург (1530 – 1584), и на Елизабет (1544 – 1588), княжеска абатиса в Есен (1575 – 1578), омъжена на 18 декември 1578 г. за граф Вирих VI фон Даун-Фалкенщайн (1540 – 1598).
През 1604 г. Арнолд II наследява в управлението бездетния си брат Херман.

## Фамилия
Арнолд II се жени на 17 юли 1604 г. за графиня Мария Урсула фон Лайнинген-Дагсбург-Фалкенбург (* 1584/1590; † 16 август 1649), дъщеря на граф Емих XI фон Лайнинген-Дагсбург-Фалкенбург (1540 – 1593) и Урсула фон Флекенщайн (1553 – 1595). Те имат децата: :
- Йохан Арнолд (1606 – 1644 в Кьолн), граф на Мандершайд-Бланкенхайм, женен на 5 март 1628 г. за графиня Антония Елизабет фон Мандершайд-Геролщайн (1607 – 1638)
- Анна Маргарета (1606 – 1630), омъжена на 14 ноември 1623? за граф Ернст фон Марк-Шлайден (1590 – 1654)
- Вилхелм († сл. 1623), женен за Маргарета Пютцфелд
- Арнолд, женен за Луция Пютцфелд

От брак или връзка с жена (7 юли 1604) Арнолд II има една дъщеря:
- Анна Катарина, омъжена за Балтазар фон Берхем († 1636)

Вдовицата му графиня Мария Урсула фон Лайнинген-Дагсбург-Фалкенбург се омъжва втори път на 12 юни 1616 г. за алтграф Ернст Фридрих фон Залм-Райфершайт (1583 – 1639).